# Polycentropus jeldesi
Polycentropus jeldesi är en nattsländeart som beskrevs av Oliver S. Flint Jr. 1976. Polycentropus jeldesi ingår i släktet Polycentropus och familjen fångstnätnattsländor. Inga underarter finns listade i Catalogue of Life.